# Mike Thornton
Michael Douglas Thornton est un homme politique britannique né le 1er mai 1952 à Farnham dans le Surrey. Il appartient aux Libéraux-démocrates.
Mike Thornton est élu membre du Parlement pour la circonscription d'Eastleigh aux élections partielles du 28 février 2013, tenues après la démission de Chris Huhne. Lors de ce scrutin, il devance la candidate de l'UKIP Diane James (qui progresse de plus de 24 points par rapport aux précédentes élections) et la conservatrice Maria Hutchings. Il est battu par la candidate du Parti conservateur Mims Davies lors des élections de 2015.